# Pholcus edentatus
Pholcus edentatus är en spindelart som beskrevs av Campos och Jörg Wunderlich 1995. Pholcus edentatus ingår i släktet Pholcus och familjen dallerspindlar.
Artens utbredningsområde är Kanarieöarna. Inga underarter finns listade i Catalogue of Life.